# نيكو باز
نيكولاس باز (مواليد 8 سبتمبر 2004) هو لاعب كرة قدم أرجنتيني يلعب في مركز خط الوسط في نادي كومو في الدوري الإيطالي ومنتخب الأرجنتين.

## الإنجازات
ريال مدريد
- الدوري الإسباني: 2023–24[5]
- كأس السوبر الإسباني: 2023–24[6]
- دوري أبطال أوروبا: 2023–24[7]

## روابط خارجية
- نيكو باز على موقع الاتحاد الأوربي (الإنجليزية)
- نيكو باز على موقع إي إس بي إن إف سي (الإنجليزية)
- نيكو باز على موقع قاعدة بيانات كرة القدم.إي يو (الإنجليزية)
- نيكو باز على موقع ليكيب (الفرنسية)
- نيكو باز على موقع Soccerbase.com (لاعب) (الإنجليزية)
- نيكو باز على موقع Soccerway.com (الإنجليزية)
- نيكو باز على موقع عالم كرة القدم.نت (الإنجليزية)